# Кубота, Такаюки
Кубота Такаюки (яп. 窪田孝行, 20 сентября 1934 — 14 августа 2024) — гранд-мастер боевых искусств, обладатель 10-го дана, создатель Госоку Рю, Кубодзицу, Куботана, основатель и президент International Karate Association.

## Биография

### Кумамото

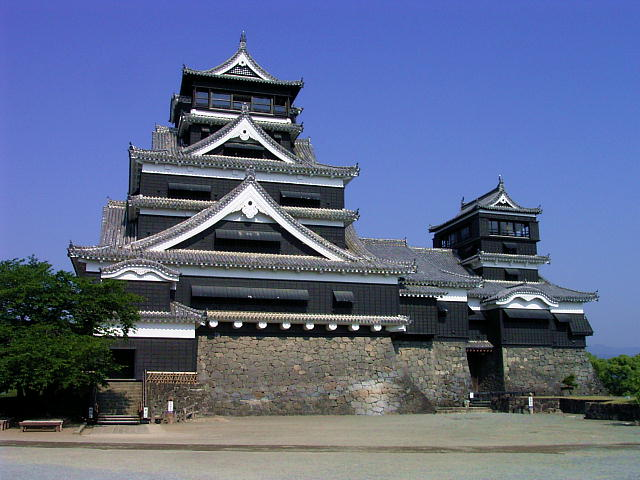
Замок Кумамото

Кубота Такаюки родился 20 сентября 1934 года в городе Кумамото на острове Кюсю (Япония) в семье Дэндзиро (отец) и Сэмо (мать) Кубота. Семья Кубота была потомками клана самураев, которые за 300 лет до этого завоевали остров Окинава и запретили боевые искусства. Кубота Дэндзиро был мастером дзюдзюцу и дзюкэндо (японский штыковой бой). Он верил, что боевые искусства — это путь к самосовершенствованию, и позаботился о том, чтобы все его 6 детей изучили хотя бы одно из искусств. Один из братьев Кубота позже стал мастером кэндо, другой мастером дзюдзюцу, третий тренером японской олимпийской сборной по волейболу. Кубота говорил, что в детстве, пришедшемся на Вторую мировую войну, его обучали только одному — убивать врагов.
В 1939 году четырёхлетний Такаюки начал овладевать боевыми искусствами под руководством отца (Дэндзиро), который обучал мальчика основам дзюдо, кэндо, кэйбо-дзюцу (искусство владения дубинкой), работы с макиварой. В трудное голодное военное время, когда Япония проигрывала войну и вся страна готовилась к иностранному вторжению, тренировки очень выматывали: к примеру, в день требовалось сделать по 500 ударов руками и ногами.
Первый опыт в каратэ юный Кубота Такаюки приобрёл под опекой двух экспертов (Тэрада и Токунага) c острова Окинава, расквартированных в их районе. В благодарность за кров и еду они преподавали основы тодэ (в то время на Окинаве не было названия «каратэ»). Готовясь к надвигающемуся вторжению, они преподавали стиль, который был жесток и безжалостен, приспособлен к реальному бою против иностранных захватчиков. Этот жёсткий быстрый стиль, который позже развился в собственную уникальную систему Куботы — Госоку Рю.

Тэрада и Токунага просто показали нам основы. Обучение было в основном базовым, главным образом удары кулаком и отражение удара. Они не показывали нам слишком много ударов ногами. Я помню один день, когда они показывали нам, как, держа в кулаках острые камни, делать «более сильный» цуки. Мне было всего 5 лет, или около того. …они велели мне взять длинный и острый камень как нож.
— Кубота Такаюки
Эти занятия зародили в юном Куботе Такаюки жажду постижения боевых искусств, подтолкнули к поиску собственного пути. Он часто пропадал в близлежащих горах и много тренировался с короткой палкой.
Во время Второй мировой войны американский самолёт упал на поле рядом с Кумамото. У местной полиции не хватало помещений, чтобы разместить выживших американцев, и они обратились к Куботе Дэндзиро за помощью. Последний давно был высокопоставленным гражданским советником полиции Кумамото благодаря своим знаниям в области боевых искусств. Дэндзиро согласился разместить американцев на своей небольшой фабрике. Он обращался с ними так хорошо, как только мог, до их освобождения в 1945 году, несмотря на протесты местных жителей. Разозлённые бомбардировками Кумамото, они требовали пыток или даже казни заключённых американцев. Доставка пищи пленникам была одной из ежедневных рутинных обязанностей юного Куботы Такаюки. Он не только приносил еду, но также общался с американцами и за это время сдружился с ними.
В свободное время Кубота Такаюки часто охотился на кабанов со своими друзьями в бамбуковых лесах горы Асо. В качестве оружия они использовали палки и собственные кулаки. Это помогало не только добывать еду, но также предоставляло Такаюки возможность проверить свои навыки в боевых искусствах. Во время одной из таких прогулок был серьёзно ранен его друг. Однако Кубота Такаюки смог спасти жизнь пострадавшего, донеся его до госпиталя.
Куботе был присвоен чёрный пояс каратэ ещё в подростковом возрасте. Принципы каратэ запрещают использование техники не в целях самозащиты. Тем не менее Кубота смог найти способ проверить свои навыки, не нарушая этих правил. На острове Кюсю сильно развито сельское хозяйство, поэтому ему было нетрудно найти работу на скотобойне. Обычно свиней (некоторые весили более 200 кг) убивали деревянным молотом. Однако Кубота использовал для этого свои кулаки. Он убивал их одним ударом любой руки.
В детстве Кубота прожил год на острове Окинава, где изучал Годзю-рю.

### Переезд в Токио
В 1947 году (в возрасте 13 лет) он отправился в Токио, чтобы там жить и тренироваться, хотя отец предупредил Такаюки, что вернуться он не сможет; сам Кубота говорит, что это сильно закалило его характер. По приезде у него не было ни работы, ни даже места для ночлега. Он спал в храмах и на вокзалах, а пропитание добывал из мусорных контейнеров.
Послевоенный Токио встретил юношу беспорядком, голодом, множеством бродяг на улицах, чёрным рынком, мелкими преступлениями, активной деятельностью гангстеров и привычным насилием. Но немотря ни на что он всегда находил возможность и время тренироваться. Вскоре произошла встреча, круто изменившая судьбу Такаюки. Он стоял в очереди за едой в районе одного из местных отделений полиции, когда вспыхнул скандал. Кубота помог полицейским, одним из которых был детектив Карино. Карино приютил Куботу у себя дома, познакомил с коллегами и помог окончить образование. Карино привёл Куботу в додзё, где тот многое почерпнул у мастера-китайца по имени Цай.
В благодарность за кров и еду Кубота обучал Карино искусству тайхо-дзюцу.
Так Кубота был отмечен полицией Токио и начиная с 1947 года (в 14-летнем возрасте) преподавал каратэ, тайхо-дзюцу, гяку тэ дзицу, рукопашный бой и технику владения полицейскими дубинками офицерам полицейского отделения Камата. Сильная, жёсткая и практичная, несколько необычная техника Куботы Такаюки была признана полицией как идеальная для условий послевоенного Токио, где обычный полицейский не всегда мог противостоять хорошо обученным боевикам Якудзы. Сторонник обучения на собственном примере, Кубота как тайный агент бесплатно вовлекался в разнообразные опасные ситуации, чтобы проверить и доказать эффективность своей методики. Участвуя в массовых арестах, часто один, он заслужил прозвище «one man riot control». Известные примеры:
- Во время сильных беспорядков в одном из районов Токио Куботу высадили прямо в центр событий. Через час подъехало 6 грузовиков, чтобы забрать обезвреженных бунтарей.
- Кубота смог обезвредить полдюжины вооружённых ножами грабителей, используя в качестве оружия свою обувь[22].
- Применив технику дзюдо, Кубота спас заложницу от рук преступника и удержал его до прибытия полиции[3].
- Применив технику айкидо, он в одиночку обезвредил четырёх грабителей[3].
- С помощью техники каратэ (так как некоторые преступники были вооружены ножами и палками) помог отряду полиции разрушить наркокартель[3].

Некоторое время у Куботы не хватало денег, чтобы продолжать изучение каратэ в додзё. Тогда он ночами ходил к одной из школ каратэ и наблюдал за тренировками снаружи. Когда он заработал достаточно средств, продолжил своё обучение каратэ в додзё. Там он обучался вместе с Тояма Канкэном.
Вместе со своим другом Джорджом Дэймоном (бывшим японским чемпионом по дзюдо) Кубота занимался фридайвингом. Частью их подготовки было следующее упражнение. На дне залива был специально положен большой камень. Необходимо было нырнуть с пирса и достать этот камень.

### Собственное додзё
В 17 лет Кубота открывает в Токио собственное додзё и начинает преподавать тактику защиты полиции Токио.
В 1953 году Кубота регистрирует International Karate Association в Ханэде — пригороде Токио.
С 1955 года сокэ Кубота обучал и сертифицировал на многочисленных семинарах по всему миру тысячи полицейских инструкторов из 475 различных отделов и агентств, включая Интерпол, Токийский департамент полиции, ФБР, Департамент полиции Лос-Анджелеса (LAPD), Американский морской корпус, армию США, военную полицию, Американскую Береговую Охрану, Американскую Национальную гвардию, полицию Сан-Франциско, Нью-Йорка Сиэтла, Огайо, Венесуэлы,Эквадора, Италии, Мексики и Польши. Его курсы варьируются от техники использования наручников, болевой техники (применяемой к агрессивным подозреваемым) до техник использования полицейских дубинок, включая модернизированную и популяризированную им тонфообразную полицейскую дубинку PR24.

### Работа с американцами в Японии
Постепенно известность Куботы растёт, и его приглашают работать на американские военные базы в Японии.
В 1950—1959 годах Кубота был инструктором каратэ, дзюдо и гийокуте-джитсу для военнослужащих Американских ВВС и морской пехоты.
С 1958 по 1960 год он обучал американскую военную полицию в Кэмп-Дзама префектуры Канагава.
С 1959 по 1964 год он обучал самообороне военнослужащих армии США в казармах Кисине в Йокогаме а также агентов ЦРУ.
С 1961 по 1963 год он обучал американских военнослужащих на авиабазе Гранд-Хайтс в Токио и полицию ВВС США на авиабазе Футю.
Кубота также работал телохранителем американских послов в Японии: Дугласа Макартура II и его преемника Эдвина Райшауэра. За время этой работы он получил первое реальное представление о культуре, образе мышления и психологии, об образе жизни на Западе.

### Международный фестиваль боевых искусств
В 1963 году Эд Паркер спонсировал первый визит молодого Куботы в США в качестве главной приглашённой звезды (main guest star) на «Parker World Tournament» (Мировой турнир Паркера) в Лонг-Бич, Калифорния. К тому времени Кубота уже был достаточно известен, поэтому его пригласили дать показательные выступления в Академию полиции Лос-Анджелеса. Лейтенант Роберт Смитсон (в то время руководитель физподготовки в академии) поручил сержанту Харви Эубанксу (в то время руководитель по обучению тактикам защиты (defensive tactics)) ассистировать в показательных выступлениях. Верхушка полиции была сильно поражена этими выступлениями. К сожалению, 5’4"-футовый Кубота (весивший 145 фунтов) сломал руку Эубанксу, который получил 3-й дан каратэ в Японии, был ростом свыше 6 футов и весил около 200 фунтов.
2 августа 1964 года Кубота Такаюки впервые участвует в ежегодном Международном Фестивале Боевых Искусств в Лонг-Бич, организованном «отцом» американского каратэ Эдом Паркером. На это грандиозное событие были приглашены самые яркие мастера единоборств со всего мира: Брюс Ли, Гранд мастер таэквондо Джун Ри, известные мастера ушу, впервые ставший чемпионом мира Чак Норрис и другие восходящие звёзды Америки. Кубота был приглашён в качестве главного рефери (Chief Referee), а также для проведения показательных выступлений. Молодой мастер начал выступление с демонстрации своих «разогревающих упражнений»: он наносил удары железной кувалдой по собственному кулаку и ноге. Сам он говорил, что подготовка тела к подобному бою — часть его стиля, когда боец может выдержать любую атаку.
Далее он продолжил боями с тремя финалистами категории чёрных поясов того года, среди которых были Тони Тулленерс и Чак Норрис. Его рост был около полутора метров, в то время как противники были минимум на голову выше него. Сначала он провёл бой с каждым из соперников поодиночке, а затем со всеми сразу. Позже Чак Норрис стал учеником Куботы.
Известен также факт, что мастер закалял своё тело, принимая удары бейсбольной битой по телу.
Во время некоторых из своих выступлений он при весе 66 кг разбивал до пяти кирпичей, положенных друг на друга.

### США
В сентябре 1964 года в журнале Black Belt появилась статья о технике, которую использовал Кубота Такаюки в своей работе при обучении полиции. К этому времени ему уже были присвоены 7-й дан каратэ, 5-й дан айкидо, 3-й дан дзюдо, 1-й дан кэндо и он являлся членом
Японской ассоциации карате. Кубота был замечен лейтенантом Лос-Анджелесского департамента полиции (LAPD) Harvey Eubanks’ом. С сокэ Куботой был заключён контракт и в 1964 году, он отправился в Лос-Анджелес, где продемонстрировал свою технику каратэ и тайходзюцу, а также начал обучать полицейских из LAPD и ФБР. В этом же году Кубота переносит штаб-квартиру International Karate Asssociation из Токио в Глендейл (Калифорния). Первым учеником в США стал Харви Эубанкс. За ним последовали инструкторы Паркера Бэн Отакэ и Тони Тулленерс, офицеры LAPD Джон Гелсэн, Ральф Бэйли и многие другие. Вскоре учеником Куботы стал и Хэнк Гамильтон.
В 1965—1971 году Кубота открывает додзё IKA в 9 странах мира. Начинает преподавание тактик защиты футбольной команде Стэнфордского Университета.
В 1972—1977 годах обучал инструкторов ФБР по тактике защиты, женский персонал LAPD обращению с куботаном.
В 1974 году Кубота Такаюки становится гражданином США.
В 1978 году был проведён первый Soke Kubota World Cup Karate Championship.
В 1989 году (в 55-летнем возрасте) Министерством Образования Японии гранд-мастеру Куботе присвоен титул сокэ как создателю нового, уникального и международно признанного стиля Госоку Рю, который несмотря на свою новизну отнесён к числу традиционных японских стилей.
В 1990 году Кубота был награждён в «Black Belt Hall of Fame» званием «Weapon’s Expert» (Эксперт по оружию).
В 1993 году Кубота открыл додзё во Вьетнаме.
В 1994 году Куботе присвоен 10-й дан, самая высокая степень в японских боевых искусствах.
В 1999 году Кубота был приглашён в «Martial Arts Hall of Fame» (Зал Славы Боевых Искусств).
В 2007 году Кубота был приглашён в «United States Martial Arts Hall of Fame» (Американский Зал Славы Боевых Искусств) где получил «Special Award» (специальную награду).
В 2010 году Кубота Такаюки номинирован в категориях «Living Legend» (Живая Легенда) и «Best Japanese Karate» (Лучшее Каратэ Японии) на «THE WARRIOR WITHIN 2010 Award Show».
Кубота продолжал преподавать различные боевые искусства в своём додзё в Лос-Анджелесе / Глендейл (Калифорния), а также путешествовать по миру, давая уроки во многих странах. Он говорил, что любит японский стиль каратэ, но одновременно осознаёт преимущества разных подходов к одним и тем же вещам в разных культурах. Он уделял много внимания этикету в каратэ.

### Смерть
Умер в Глендейле, штат Калифорния, 14 августа 2024 года в возрасте 89 лет.

## Госоку Рю
Через друзей, включая детектива Карино, Кубота встретил многих мастеров каратэ и других боевых искусств. Он знакомится с Фумио Дэмурой (Сито-рю), Канкэном Тоямой (Сюдокан), Кониси (Рёбу Кай). Кубота совершенствовал своё искусство благодаря наблюдению за работой других мастеров.
В годы работы в полиции и во время тренировки военнослужащих Кубота серьёзно интересуется техникой борьбы, в особенности, своего кумира необычайно популярного тогда Рикидодзана. Через него Такаюки познакомился с Масутацу Оямой, и Кубота утверждает, что на обложке первой книги Оямы изображена его рука.
Постоянный поиск и общение с мастерами разных единоборств ведёт к тому, что Кубота Такаюки достигает высокого уровня мастерства в различных стилях боевых искусств. Итогом исследования различных боевых систем стало создание собственного стиля Госоку Рю, что в переводе значит «Жёсткий и быстрый стиль», а также других прикладных систем поединка: Кубодзицу, Куботан, Куботай, Кубокидо, Kubotactical и другие. Свою технику он проверял в криминальных районах Токио и сражаясь с дикими животными. Помимо охоты на диких кабанов с помощью палок и собственных кулаков, он также сражался со 100-килограммовым диким медведем. Кубота убил его единственным ударом в голову, но медведь оставил пятидюймовый шрам на ноге мастера как напоминание об этой битве.

## International Karate Association
С момента создания, основной целью ассоциации стало продвижение традиционного японского каратэ, и стиля Gosoku Ryu в частности. Организация имеет представительства в более чем 60 странах мира и постоянно расширяется. В своём калифорнийском додзё в Лос-Анджелесе Кубота наряду с полицейской техникой, преподаёт боевые искусства.
Кубота обучал множество известных учеников, среди которых следует отметить Тони Туленерса (трижды победил Чака Норриса и ни разу не проиграл ему), Рода Куратоми (многократный победитель различных турниров) и Джеймса Каана (является Soke Dai (помощник Куботы) и возглавляет Soke Kubota’s weapons group). Множество из его учеников становились победителями кумитэ в матчах различных уровней.
Семья Кубота также изучает боевые искусства. Жена Такаюки Тэа является вице-президентом International Karate Association. Тайлер Кубота (сын) побеждал в разделах «junior kata» и «men’s weapons kata». У Куботы также есть две дочери — Эми и Сара.

## Достижения в боевых искусствах
За 70 лет изучения боевых искусств Кубота изучил множество различных стилей. Список боевых искусств, в которых Кубота имеет чёрный пояс:
- 10 дан каратэ (создатель Госоку Рю)
- 10 дан Кубодзицу (создатель)
- гякутэ дзицу
- айкидо
- дзю-дзюцу
- дзюдо
- иайдо
- кэндо
- кэндзюцу
- кобудо
- Тосин-рю (создатель)
- Тайхо-дзюцу (техника ареста)
- Синдо цуэ дзицу (бой тростью)
- Куботан (техника владения явароподобным брелком для ключей)
- Кубокидо (искусство медитации)

Несмотря на постоянную занятость, Кубота смог дополнить свои познания в боевых искусствах также небоевыми искусствами, такими как медитация, история, каллиграфия и др.

## Изобретения

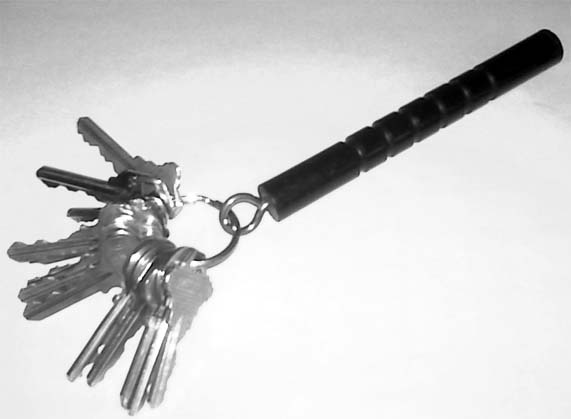
The Authentic Kubotan Keychain

Кубота Такаюки известен в мире также своими изобретениями оружия самообороны. Некоторые из них:
- Модернизированный им тонфообразный полицейский жезл PR24 стал стандартным оснащением Лос-Анджелесской полиции[9][14][23][27].
- Наибольшую известность принесло Куботе Такаюки изобретение в 1977 году куботана — брелока для ключей и явары, сделавшего,  по мнению критиков, переворот в концепции безоружной самообороны как полицейских, так и обычных граждан[9][14][23][24][27].
- Куботай[9][24][45], эффективное оружие захвата и контроля, за которое он был приглашён в 1990 году в Зал Славы Чёрных Поясов как эксперт по оружию[23][46].

## Книги
Кубота писал книги о боевых искусствах:
1. Takayuki Kubota, Paul F. McCaul. Baton techniques and training. — иллюстрированное. — Thomas, 1972. — 305 p. — ISBN 0398023387.
2. Takayuki Kubota, Mark Miller. The art of karate. — 1. — Haddington House, 1977. — P. 221. — ISBN 0672523310.
3. Takayuki Kubota. Fighting Karate Gosoku Ryu Hard Fast Style. — Unique Publications (Subs. of CFW Enterprises, Inc), 1980. — ISBN 0865680108.
4. Takayuki Kubota. Gosoku ryu karate: kumite 1. — Unique, 1980. — 160 p.
5. John G. Peters, Takayuki Kubota, Defensive Tactics Institute, Inc. Realistic defensive tactics. — иллюстрированное. — Reliapon Police Products, 1981. — 104 p. — ISBN 0935878025.
6. Takayuki Kubota. Action Kubotan Keychain an Aid in Self Defense. — Beckett Pubns, 1982. — 64 p. — ISBN 0865681015.
7. Takayuki Kubota, John G. Peters. Official Kubotan techniques. — Kubotan Institute, 1983. — 56 p.
8. Takayuki Kubota. T-Hold Kubotan. — Unique Publications, 1983. — 28 p. — ISBN 0865681112.
9. Takayuki Kubota. Weapons Kumite: Fighting With Traditional Weapons. — Unique Publications, 1983. — 224 p. — ISBN 0865680426.
10. Takayuki Kubota. Kubotan keychain: instrument of attitude adjustment. — перепечатанное, иллюстрированное. — Dragon Books, 1985. — 86 p. — ISBN 0946062099.
11. Takayuki Kubota. Ninja Shurkien Manual. — I & I Sports Supply Co, 1985. — 64 p. — ISBN 0934489009.
12. Takayuki Kubota. Close encounters: the arresting art of taiho-jutsu. — иллюстрированное. — Dragon Books, 1987. — 162 p. — ISBN 094606220X.
13. Takayuki Kubota. Fighting Karate. — иллюстрированное. — Unique Publications, 2002. — 189 p. — ISBN 0865682054.

## Публикации в журналах
Кубота является техническим консультантом в журнале «Classical Fighting Arts» (Классические Боевые Искусства).
Как автор Кубота публикуется в журналах:
1. Takayuki Kubota, American Karate Academy (Jerry Packard). Unarmed Defense Against Knife (англ.) // Black Belt : журнал. — Active Interest Media, Inc, май 1965. — Vol. 3, no. 5. — P. 44—45. — ISSN 0277-3066.
2. Kicking Defense While Being Held From the Sides (англ.) // Black Belt : журнал. — Active Interest Media, Inc, июль 1965. — Vol. 3, no. 7. — P. 28—29. — ISSN 0277-3066.
3. Tak Kubota. Tak Kubota's Favourite Defense Against Front Kicks (англ.) // Black Belt : журнал. — Active Interest Media, Inc, июнь 1967. — Vol. 5, no. 6. — P. 59—60. — ISSN 0277-3066.
4. Tak Kubota. Tak Kubota's Favourite Defense Against Front Punches (англ.) // Black Belt : журнал. — Active Interest Media, Inc, июль 1967. — Vol. 5, no. 7. — P. 51—52. — ISSN 0277-3066.

## Видео
Под руководством Куботы были выпущены учебные фильмы о боевых искусствах:
- Karate Ultimate Body Conditioning
- Kihon Katas
- Kihon Kata II
- Katana Katas
- «Anso no Kata» Power Meditation Through Movement
- Gosoku Ryu Karate (Action Kumite/Free Sparring)
- The Authentic Kubotan® Self-Defense Keychain
- Toshin Iaido
- KUBOTAI: Training and Techniques[48]

Кубота снимался в качестве «древнего воина» в образовательном фильме о боевых искусствах для детей под названием «Self Defence for Kids: The Magic of Martial Arts» (Самозащита для детей: Магия Боевых Искусств) и в документальном фильме 2002 года «Modern Warriors» (Современные Воины).

## Голливуд
Кубота принимал участие в создании 321 фильма и 195 рекламных роликов, занимаясь подготовкой и обучением актёров, постановкой боевых сцен, снимаясь как актёр и пр. Начало карьере Куботы в кино положил один из самых верных его учеников — известный актёр Джеймс Каан, ныне сокэ Дай (Soke Dai), мастер 6-го дана Gosoku Ryu и ближайший помощник Куботы. Кубота часто сотрудничает с Universal Studios.
Среди звёзд Голливуда, с которыми Кубота работал в кино, — Чарльз Бронсон, Майкл Дуглас, Шон Коннери, Мел Гибсон, Арнольд Шварценеггер, Кристофер Ламберт, Чак Норрис, Джеки Чан, Стивен Сигал, Уэсли Снайпс, Юл Бриннер, Пэт Морита, Дон Уилсон.

### Постановка боевых сцен
Кубота вместе со своим давним учеником Хэнком Гамильтоном работал с десятками знаменитостей, включая поп-звезду Рика Спрингфилда, актрису Нэнси Маккеон (сериал Факты из жизни, Отдел) и звёзд боевиков Чарльза Бронсона (Механик) и Джеймса Каана (Элита убийц). Режиссёры приглашают Куботу, когда хотят включить реальное каратэ в свои сценарии.
Кубота не только ставит боевые сцены, но ещё и обучает актёров. Например, прямолинейная природа прямого удара ногой (маэ-гэри) в каратэ не очень впечатляюще выглядит в фильмах, поэтому режиссёры боевиков просят использовать круговые техники для достижения наилучшего визуального эффекта. Если подпустить оператора поближе и правильно обучить актёров, то сцена получается более убедительной.
Кубота ставил боевые сцены в таких фильмах, как «Голдфингер», Doc Savage: The Man of Bronze, Shaft in Africa; в «Последнем самурае» с Томом Крузом не только ставил бои на мечах, но и исполнял песню на фоне финальных титров. Также он ставил боевые сцены во множестве фильмов, в которых снимался как актёр.

Фильмы — это моё увлечение, а каратэ — это моя жизнь.
Оригинальный текст (пол.)Filmy sa moja pasja, karate jest moim zyciem.
— Кубота Такаюки

### Актёрские роли
| Год       |   | Русское название                | Оригинальное название                  | Роль                  |
| --------- | - | ------------------------------- | -------------------------------------- | --------------------- |
| 1970      | ф | Тора! Тора! Тора!               | Tora! Tora! Tora!                      | Офицер                |
| 1972      | ф | Механик                         | The Mechanic                           | Yamoto (убийца убийц) |
| 1975      | ф | Элита убийц                     | The Killer Elite                       | Negato Toku           |
| 1977      | ф | Операция «Нижняя юбка»          | Operation Petticoat                    | Японский офицер       |
| 1977—1977 | с | Операция «Нижняя юбка»          | Operation Petticoat                    | Японский офицер       |
| 1978—1978 | с |                                 | Baa Baa Black Sheep                    | Японский офицер       |
| 1978      | ф |                                 | The Bad News Bears Go to Japan         | Рефери                |
| 1981      | ф | Дьявол и Макс Девлин            | The Devil and Max Devlin               | Bruce (Devil Council) |
| 1983      | ф |                                 | Focus on Fishko                        | James Fikuta          |
| 1984—1984 | с |                                 | Simon & Simon                          | Мастер Кубота         |
| 1984—1984 | с | Буффало Билл                    | Buffalo Bill                           |                       |
| 1985—1985 | с |                                 | The Jeffersons                         | Mr. Yamata            |
| 1985—1985 | с |                                 | Hunter                                 | Охранник              |
| 1986      | ф |                                 | Gung Ho                                | Failed Executive      |
| 1987      | ф |                                 | Steele Justice                         | Gold Tooth            |
| 1989      | ф | Чёрный дождь                    | Black Rain                             |                       |
| 1993      | ф | Восходящее солнце               | Rising Sun                             | Nakamoto Yakuza       |
| 1995      | ф | Травля                          | The Hunted                             | Осима                 |
| 1996      | ф |                                 | Bottle Rocket                          | Rowboat               |
| 1997—1997 | с |                                 | Pacific Blue                           | Японец                |
| 2001      | ф |                                 | Power Rangers Time Force: Photo Finish | Elder Monk            |
| 2001      | ф | Пёрл Харбор                     | Pearl Harbor                           | Адмирал Нагумо        |
| 2001—2001 | с |                                 | Power Rangers: Time Force              | Elder Monk            |
| 2006      | ф | Тройной форсаж: Токийский дрифт | The Fast and the Furious: Tokyo Drift  | Человек Якудзы#1      |
| 2007—2007 | с | Герои                           | Heroes                                 | Old Monk              |

## Комментарии
1. ↑  Точные цифры получены от представительства IKA

### Фильмография
- Fogan, Sara. Teachers of the Stars (англ.). Black Belt. — Постановка боевых сцен. Дата обращения: 13 января 2010. Архивировано 21 октября 2007 года.
- Кубота Такаюки (англ.) на сайте Rotten Tomatoes
- Кубота Такаюки (англ.) на сайте Yahoo! Movies
- Кубота Такаюки (рус.) на сайте «Видеогид»

### В новостях
- Top Japanese Karateman Begins Teaching Americans as Guest of Calif. Club. Black Belt Times (англ.). США: Active Interest Media. p. 38. Дата обращения: 20 апреля 2010. Первые годы в США {{cite news}}: Указан более чем один параметр |pages= and |page= (справка)
- MARTIAL ARTS MAGIC. журнал Black Belt (англ.). США: Active Interest Media. Дата обращения: 13 января 2010. Участие в учебном фильме для детей{{cite news}}:  Википедия:Обслуживание CS1 (url-status) (ссылка)
- DeMaria, Richie (3 октября 2007). The Faces of Oxy Karate. The Occidental Weekly (англ.). Дата обращения: 13 января 2010.{{cite news}}:  Википедия:Обслуживание CS1 (url-status) (ссылка)
- http://www.dragon-tsunami.org/Tsunami/Pages/section6.htm
- Letters to the Editor. The thing itself (англ.) : Black Belt (журнал). — Active Interest Media, Inc, 1965. — Vol. 3, iss. февраль, no. 2. — P. 4. — ISSN 0277-3066.
- Red Carpet Spread For Kubota. Black Belt (журнал) (англ.). Active Interest Media, Inc. Апрель 1967. p. 51. 0277-3066. Дата обращения: 27 апреля 2010. {{cite news}}: Указан более чем один параметр |pages= and |page= (справка)

### В боевых искусствах
- Кубота Такаюки (англ.) в архиве сайта CompleteMartialArts.com
- Кубота Такаюки (англ.) на сайте fightingarts.com

- Кубота Такаюки (англ.) на сайте martialinfo.com